# Асклепигения
Асклепигения (др.-греч. Ἀσκληπιγένεια; 430—485) — афинский философ и мистик, дочь Плутарха Афинского.

## Биография
Асклепигения училась и преподавала вместе со своим братом Иероном в Афинской неоплатонической школе. Эта школа соперничала с более научной школой в Александрии. Как и другие неоплатоники того времени, она преимущественно изучала Аристотеля и Платона, но также и философию собственного отца. Она жила в период конфликта между неоплатонической метафизикой, преподававшейся в академии Плутарха, и христианством, которое в то время набирало популярность.
Философия Плутарха Афинского стремилась объединить учение Аристотеля и Платона и тем самым свести воедино противоположные языческие идеи теургии и мистицизма (магии), которым он научился у своего отца Нестория, а затем передал эти знания Асклепигении. После смерти Плутарха она унаследовала школу, а также то, как она должна была обучать своих учеников. Будучи признанным философом в Афинской школе, Асклепигения продолжала преподавать Проклу Диадоху, который стал её самым известным учеником. Она преподавала ему не только философии Аристотеля и Платона, но включала в курс и учения, которые её отец передал исключительно ей до своей кончины, касающиеся искусства теургии и языческого мистицизма.
Будучи экспертом в теургии, Асклепигения изучала её с позиции метафизики. Она верила в существование пяти сфер реальности: единого, природы, материи, души и разума. Как и её отец, она верила, что каждая душа содержит в себе божественную часть и что единение с единым в сочетании с магией, языческой представлениями о божествах и медитацией может привести к истинному счастью для человека, как способу управлять своей собственной судьбой. Её учение о теургии принесло Проклу большую пользу, поскольку он использовал её мысли при развитии своих собственных идей.
Асклепигения внесла большой вклад в развитие неоплатонической метафизики и работала вместе со многими великими философами, включая её брата Иеронома. Её достижения повлияли в будущем на практику теургии, а также на искусство и магию халдейского мистицизма. По некоторым сообщениям она умерла в 485 году.